# Трумгеллер, Генрих Петрович
Генрих Петрович Трумгеллер (род. 1 июля 1972, г. Нальчик, КБАССР, СССР) — немецкий шоссейный велогонщик, российского происхождения. Чемпион Германии по шоссейным гонкам (1992).

## Биография
Родился в Нальчике, в семье велогонщика и тренера Петра Ивановича Трумгеллера. В 1990 вместе с семьей эмигрировал в Германию в город Донауэшинген.
В 1991 году победил на любительских гонках Кёльн-Шульд-Фрехен и Тур Словакии и занял второе место на любительском Чемпионате Цюриха.
В 1992 году победил на чемпионате Германии по шоссейному велоспорту.
Руди Альтиг сказал о Трумгеллере, он был «одной из величайших надежд немецкого велоспорта за последние десять лет».